# Nachbehandlung nach Kleinert

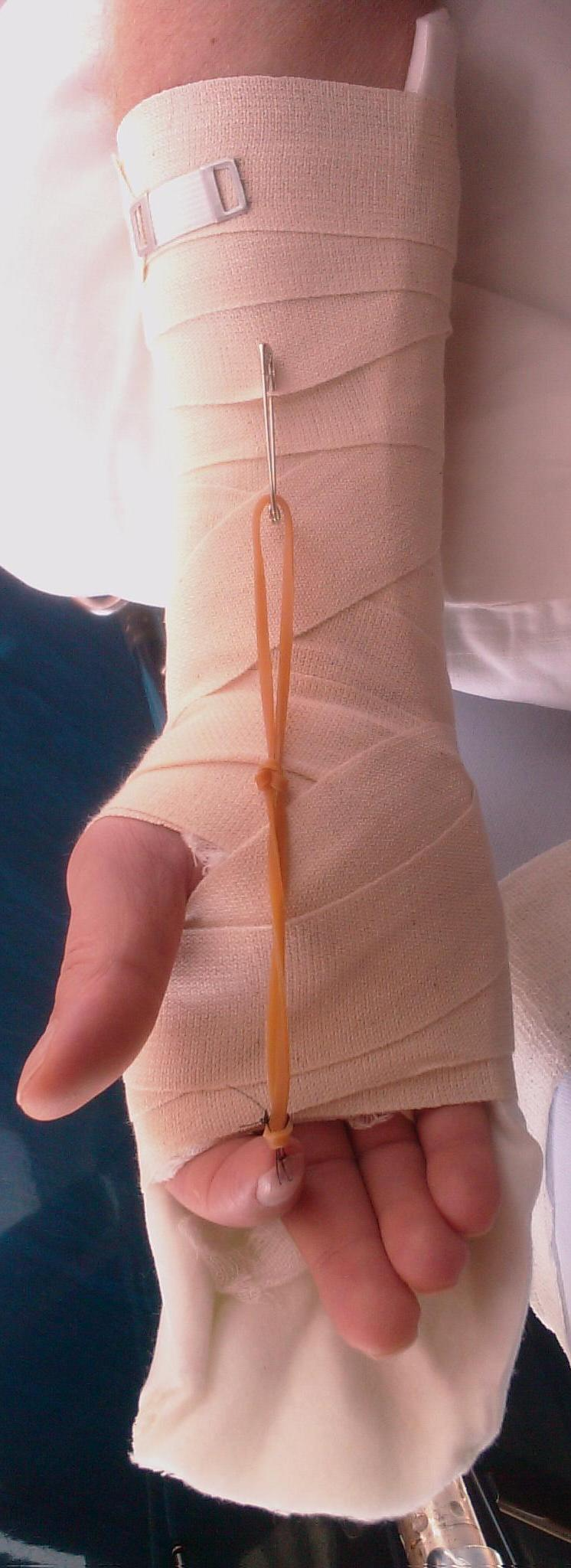
Nachbehandlung nach Kleinert nach Beugesehnennaht des Zeigefingers

Die Nachbehandlung nach Kleinert (benannt nach Harold Earl Kleinert, US-amerikanischer Handchirurg) beschreibt das Vorgehen zur Handrehabilitation nach Beugesehnen-Verletzungen der Hand. Dabei sollen während der Heilungsphase vor allem bleibende Bewegungsdefizite und Wiederabreißen der Sehne verhindert werden. Die Nachbehandlung erfolgt in drei Phasen.

## Phase I, 1. – 3. Woche
Die dorsale Unterarm-Gipsschiene (nach zwei Tagen Thermoplast- (siehe Foto) oder vorkonfektionierte Schiene) erfüllt folgende Bedingungen:
- Das Handgelenk wird in 30–40° Beugung fixiert, um alle Beugesehnen zu entlasten.
- Die Finger werden im Grundgelenk in 60–70° (BUKH 30–40°)[1] Beugung fixiert. Eine vollständige Streckung der Mittel- und Endgelenke muss dabei möglich sein.
- Ein Gummiband, das mit einer Nylonschlaufe am Fingernagel oder an der Fingerkuppe befestigt wird, zieht die operierten Finger in Beugestellung.

Der Patient kann nun die Finger aktiv strecken. Sobald er loslässt, wird der Finger durch den Gummi passiv gebeugt. Alternativ zur Nylonschlaufe kann auch eine Öse auf den Fingernagel geklebt werden.
Waren auch Nerven durch die Verletzung betroffen, wird die Gipsschiene erst nach einer Woche getauscht.
Die Fäden werden nach der Wundheilung in ca. 8 – 10 Tagen gezogen.
Die physiotherapeutische oder ergotherapeutische Nachbehandlung beginnt spätestens am ersten postoperativen Tag mit der Aufklärung des Patienten:
- Finger während der drei Wochen nicht aktiv beugen,
- Ellenbogen und Schulter durchbewegen,
- Arm beim Sitzen oder Liegen leicht hochlagern.

Während der stationären Behandlung geht der Patient 3- bis 4-mal täglich zur Handtherapie, in der alle Gelenke von Hand und Finger unter Entlastung der Beugesehne durch den Ergotherapeuten mobilisiert werden. Eventuelle Schwellungen werden durch Manuelle Lymphdrainage reduziert. Im Anschluss an die stationäre Behandlung geht der Patient täglich bis dreimal wöchentlich zur Ergotherapie. Zusätzlich ist ein stündliches Eigentraining des Patienten notwendig, in dem er die betroffenen Finger streckt und die Streckung für einige Sekunden hält.

## Phase II, 4. – 5. Woche
Die Schiene wird entfernt und durch eine Manschette am Handgelenk ersetzt. Diese soll den Patienten davon abhalten, aktiv zu beugen sowie das Handgelenk und die Finger gleichzeitig zu strecken. Das Handgelenk darf bei geschlossener Faust bewegt werden.
Weiterhin werden alle Gelenke durch den Ergotherapeuten mobilisiert und der Patient übt stündlich. In dieser Phase beginnt die Narbenmassage und -auflockerung sowie die vorsichtige, assistive Beugung.

## Phase III, 6. – 12. Woche
In der 6. Woche werden Gummiband und Handgelenkmanschette entfernt.
Im Verlauf dieser Phase wird die aktive Beugung immer intensiver geübt, aber die Sehnen sind noch nicht vollständig belastbar. Hinzu kommt die Eigenkräftigung mit Handtrainern sowie funktionelles Training, ebenfalls in der Ergotherapie. Bei nicht vollständigem Bewegungsausmaß in Richtung Flexion kann eine Quengelschiene zum Einsatz kommen.

## Komplikationen
- Eine Rupturgefahr besteht bis zur 12. Woche. Erst danach kann von einer normalen Belastbarkeit ausgegangen werden.
- Trotz Mobilisation können sich im Bereich der Sehnen Verwachsungen bilden, die frühestens nach 4 – 6 Monaten chirurgisch gelöst werden (sog. Tenolyse).